# Loris de Java
El loris de Java (Nycticebus javanicus) és una espècie de primat estrepsirrí nativa de les zones centrals i occidentals de l'illa de Java, a Indonèsia. Malgrat que originalment fou descrita com una espècie separada, durant molts anys, fins que les re-avaluacions de la seva morfologia i la seva genètica van donar lloc a la seva promoció a la categoria d'espècie, fou considerada com a subespècie del loris lent, amb la qual, juntament amb el loris de Bengala, està més estretament relacionada. L'espècie té dues formes, basades en la longitud del pèl i, en menor mesura, en la coloració.
El seu front té un patró blanc remarcat en forma de diamant, el qual està format per una franja fosca que recorre el cap i es bifurca cap als ulls i les orelles. El pes dels individus d'aquesta espècie varia entre 565 i 687 grams, la seva longitud del cap i el cos és d'uns 29,3 centímetres. Com la resta d'espècies de loris és un animal arborícola, encara que es mou lentament per les plantes enfiladisses i les lianes, en lloc de saltar d'arbre en arbre. El seu hàbitat inclou boscos primaris i secundaris, encara que també se'l pot trobar en boscos de bambú, manglars i plantacions de xocolata. La seva dieta està formada per fruites, goma dels arbres, llangardaixos i ous. Dorm sobre branques exposades, de vegades en grups, i generalment se'l veu sol o en parelles.
La població de loris de Java està caient en picat a causa de la caça furtiva pel seu comerç com a mascota exòtica. També se'l utilitza en la investigació relacionada amb la medicina tradicional. Les poblacions restants tenen una baixa densitat, a més, la pèrdua d'hàbitat és una amenaça important. Per aquestes raons, la Unió Internacional per a la Conservació de la Natura (UICN), cataloga aquesta espècie com una espècie «en perill». En aquest sentit, també es troba dins la llista d'«Els 25 primats més amenaçats del món», apareix en l'Apèndix I del CITES i, des del juny de 2007, està protegit per la legislació d'Indonèsia. Malgrat aquestes proteccions, així com la seva presència en diverses àrees protegides, la caça furtiva continua, ja que les lleis de protecció de la fauna rares vegades s'apliquen a nivell local.

## Taxonomia i filogènia
El loris de Jova (Nycticebus javanicus) fou descrit científicament per primer cop el 1812, pel naturalista francès Étienne Geoffroy Saint-Hilaire. El nom específic javanicus fa referència al seu lloc d'origen. No obstant això, l'espècie no fou reconeguda com a tal durant molt de temps. Vers el 1840, René Primevère Lesson la va classificar com una de les diverses varietats d'una única espècie de loris lent, a la qual va anomenar Bradylemur tardigradus, i el 1921, Oldfield Thomas li donà el nom de Nycticebus ornatus a una segona espècie de loris lent de Java.
En la seva revisió de la taxonomia del loris lent del 1971, el taxonomista i primatòleg Colin Groves reconegué al loris de Java com una subespècie de loris lent (N. coucang), amb el nom de Nycticebus coucang javanicus i amb ornatus com a sinònim. Fou reconeguda de nou com a espècie separada l'any 2000, en una guia de camp indonèsia sobre primats, feta per Jatna Supriatna i Edy Hendras Wahyono. El 2008, Groves e Ibnu Maryanto van promocionar al loris de Java a la categoria d'espècie, basant-se en les anàlisis de la morfologia cranial i les característiques del seu pelatge. Les anàlisis moleculars de les seqüències d'ADN dels gens D-loop i cytochrome b, demostraren que era genèticament diferent d'altres espècies de loris lent. Filogenèticament, és germà d'un clade que conté el loris de Bengala i el loris lent (l'espècie). A causa de la seva estreta semblança a les espècies de loris lent veïnes, fins i tot en els centres de rescat s'han produït errors alhora d'identificar-lo.
Existeixen dues formes de loris de Java, que es distingeixen principalment per diferències en la longitud del pèl. Aquestes han estat ocasionalment reconegudes com a les espècies separades N. javanicus i N. ornatus, encara que actualment ambdues són classificades com una única espècie, malgrat que el seu estatus taxonòmic exacte segueixi sense estar clar.

## Anatomia i fisiologia
El loris de Java té un pes que varia entre 565 i 687 grams i s'assembla físicament al més gran dels loris lents, el loris de Bengala. La seva esquena i el seu rostre estan marcats amb una franja fosca, què es bifurca dalt del cap en direcció als ulls i les orelles, deixant una marca de color clar en forma de diamant al seu front. El color del seu pelatge és gris groguenc. Per contra, la resta del seu cap, el coll i les espatlles són de tons crema. Com li succeeix al loris de Borneo, li manca el segon incisiu (I²) de la dentadura.

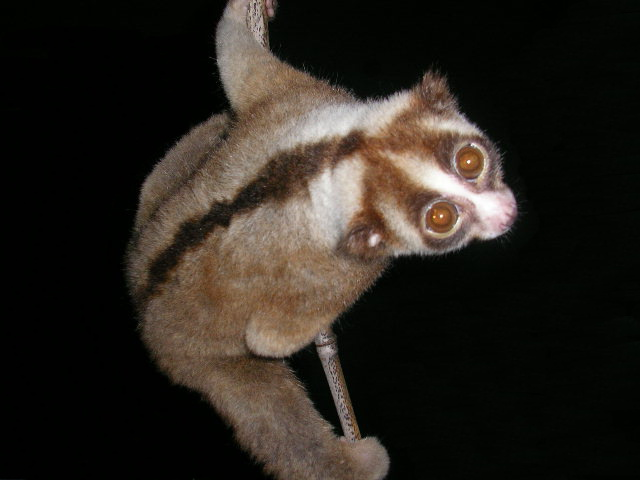
El loris de Java té una franja fosca que recorre l'esquena i que es bifurca a dalt del cap, en direcció als ulls i les orelles.

El loris de Java és més gran que les altres dues espècies de loris lent indonèsies, el loris lent i el loris de Borneo. Basant-se en mitjanes obtingudes de 6 individus recuperats del comerç il·legal a Java, s'han pogut establir molts altres paràmetres morfomètrics com són la longitud del cap, 5,92 centímetres, i del musell, 19,9 mil·límetres; l'amplada del cap, 43,6 mil·límetres, i del cos, 250,8 mil·límetres; la longitud del cap i el cos, 29,3 centímetres; la circumferència del pit, 19,08 centímetres; el percentatge de circumferència fosca (la mesura de la circumferència de la zona amb els cabells dorsals foscos, mesurada com a percentatge de la circumferència toràcica), 4,8 centímetres; la circumferència del coll, 13,67 centímetres; la longitud de la cua, 20,4 mil·límetres; la longitud de l'húmer 6,72 centímetres, el radi, 7,18 centímetres, i la tíbia, 8,59 centímetres; la longitud del palmell de la mà, 5,91 centímetres, i del peu, 7,03 centímetres; i la mida de l'orella, 16,8 mil·límetres.
El morfotip ornatus és més fàcilment distingible pel seu pèl més llarg, que fa una mitjana de 26,8 mil·límetres, en comparació amb els 22,4 mil·límetres del morfotip javanicus. Altres característiques distintives són el color (generalment marró clar en el morfotip ornatus i entre marró i vermellós en el javanicus) i la quantitat de color marró del pelatge (el morfotip ornatus té menys color marró que el javanicus, com a resultat d'una regió ventral més clara).
A la dècada de 1860, William Henry Flower, un anatomista comparatiu especialitzat en cervells de primats, va examinar el cervell del loris de Java. A més de detallar l'organització, la forma i les mides del cervell del loris, va assenyalar que la forma i marques de la superfície eren comparables a les dels lèmurs. En aquesta sentit, va argumentar en contra d'agrupar els estrepsirrins amb als insectívors (un antic ordre de mamífers actualment abandonat) i va destacar que el cervell del loris de Java tenia característiques de transició entre altres primats i mamífers «inferiors», com ara els ratpenats i els carnívors.

## Distribució
L'espècie es troba només a les parts occidental i central de l'illa indonèsia de Java. S'ha confirmat la seva presència a les muntanyes Dieng, i en baixes densitats de població al Parc Nacional Gunung Gede Pangrango (a les selves nebuloses de muntanya) i al Parc Nacional del Mont Halimun Salak, sovint només on les alteracions causades pels humans són mínimes. Viu tant als boscos primaris com secundaris no pertorbats, i en alçades fins a 1.600 metres per sobre del nivell del mar, encara que és més comú en zones més elevades, donat que les zones menys elevades tendeixen a estar desforestades. Un estudi del 2000 va mostrar que a més de viure en els boscos primari i secundari, el loris de Java vivia també als boscos de bambú, a manglars i a plantacions, particularment de xocolata. El 2008, fou vista l'oest de Java en horts familiars, i tolerant alts nivells de pertorbació humana.

## Comportament i ecologia
Com altres loris, el loris de Java és un animal nocturn i arborícola, que depèn de les plantes enfiladisses i les lianes. No obstant això, l'animal ha estat vist movent-se per terra per creuar espais oberts en hàbitats alterats. Es mou a través del dosser a una alçada entre 3 i 22 metres, encara que sovint es troba en altures entre 1,5 i 9,5 metres.
El loris de Java s'alimenta principalment de fruits, llangardaixos, ous i llavors de xocolata, encara que també s'alimenta de la goma dels arbres del gènere Albizia, la família de les lleguminoses, així com del gènere de palmeres Arenga, de la família de les arecàcies. Als loris de Java se'ls veu en solitari o en parelles i, de vegades, dormint en grups. En lloc de dormir en nius, dormen arraulits a les branques. Com altres loris lents, el loris de Java té un crit particular que recorda un xiulet d'alta freqüència.
Aquesta espècie és hoste del platihelmint parasitari, el Phaneropsolus oviforme.

## Estat de conservació

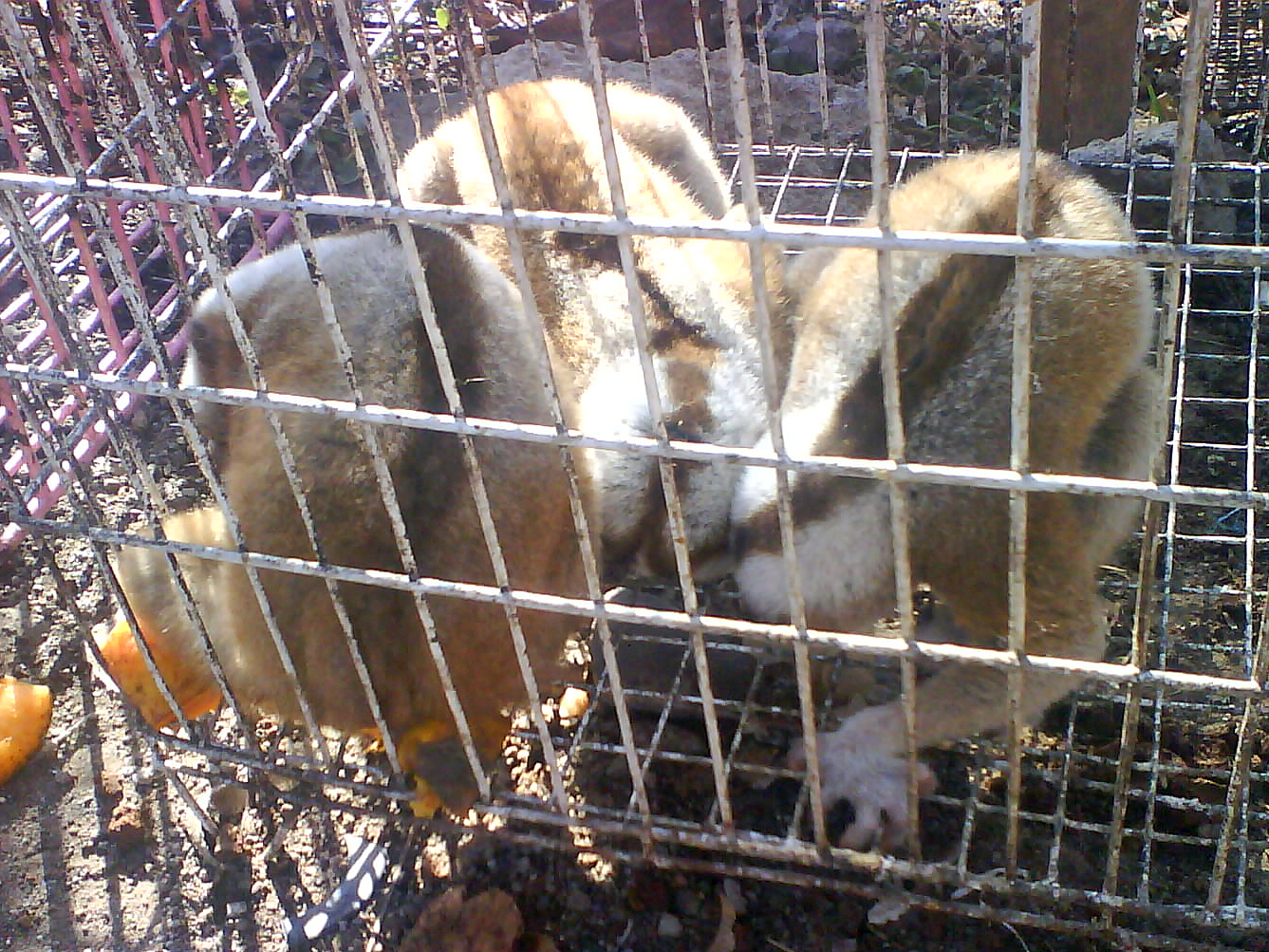
El loris de Java es venut habitualment com a mascota als mercats d'Indonèsia, malgrat la protecció de les lleis locals i l'Apèndix I del CITES.

El loris de Java es troba dins la llista de la Unió Internacional per la Conservació de la Natura (UICN) com «en perill», principalment a causa del ràpid declivi de la seva població. Entre 21 i 24 anys abans de l'avaluació feta per la UICN el 2008, el qual representa 3 generacions per aquesta espècie, el nombre d'individus havia caigut com a mínim en un 50%. Les dades de població d'aquesta espècie són escasses, encara que uns pocs estudis fets, han mostrat una baixa densitat de població d'entre 0,20 i 0,02 individus/km².
El seu nombre d'individus encara està disminuint, principalment a causa de la caça furtiva. A Indonèsia, de vegades s'utilitzen a la medicina tradicional, a causa del mite que tenen propietats màgiques i curatives, encara que són més freqüentment venuts com a mascotes exòtiques. L'espècie és fàcilment capturada a causa del seu moviment lent, els seus hàbits nocturns, i la seva tendència a dormir a branques exposades. Són buscats activament pel seu comerç com a mascotes i capturats de forma oportunista quan es talen arbres. El seu hàbitat també està en declivi, encara que la major pèrdua d'hàbitat tingué lloc a mitjans de la dècada de 1980. Dins de la seva àrea de distribució, l'ús de les terres per part dels humans és intens. La modelització de nínxols ambientals indica que el loris de Java està més amenaçat per la pèrdua d'hàbitat que cap altra espècie de loris lent. Per aquestes raons, els loris de Java ha estat inclòs a la llista d'"Els 25 primats més amenaçats del món" publicada pel IUCN Species Survival Commission Primate Specialist Group (IUCN/SSC PSG), la International Primatological Society (IPS), i la Conservation International (CI).
Juntament amb tots els altres loris lents, el loris de Java va passar de l'Apèndix II a l'Apèndix I del CITES el juny de 2007, rebent així una major protecció contra el seu comerç internacional. També està protegit per les lleis indonèsies, encara que segons els investigadors Nekaris i Jaffe: «el compliment de les lleis de la protecció de la fauna és gairebé inexistent a Indonèsia». El loris de Java es troba a diverses àrees protegides, encara que el seu nombre és incert. A Praga, a la República Txeca, Jakarta, Indonèsia i Singapur es poden trobar col·leccions de loris de Java en captivitat.

### Obres citades
- Chen, J.-H.; Pan, D.; Groves, C.; Wang, Y.-X., Narushima, E., Fitch-Snyder, H., Crow, P., Thanh, V.N. et al «Molecular phylogeny of Nycticebus inferred from mitochondrial genes». International Journal of Primatology, vol.27, n.4, 2006, pàg. 1187–1200. DOI: 10.1007/s10764-006-9032-5. (anglès)
- Dawes, B. The Trematoda.  Cambridge: Cambridge University Press, 2011, p.384. (anglès)
- Gray, V.P «Mr. W. H. Flower on the Javan loris». Proceedings of the Zoological Society of London, vol.1, 1862, pàg. 103–105. (anglès)
- Groves, Colin P «Proceedings of the Third International Congress of Primatology». American Journal of Physical Anthropology, vol.40, n.2, 3-1974, pàg. 282-283. DOI: DOI:10.1002/ajpa.1330400216. «Systematics of the genus Nycticebus» (anglès)
- Groves, C.P. «Order Primates». A: Wilson, D.E. & Reeder, D.M. Mammal Species of the World: A Taxonomic and Geographic Reference. 3a edició.  Baltimore, Maryland: The Johns Hopkins University Press, 2005, p. 111–184. ISBN 978-0-8018-8221-0. (anglès)
- Groves, C.; Maryanto, I. «Craniometry of slow lorises (genus Nycticebus) of insular Southeast Asia». A: Shekelle, M., Maryano, T., Groves, C., Schulze, H. & Fitch-Snyder, H. Primates of the Oriental Night (PDF).  West Java, Indonesia: LIPI Press, 2008, p. 115–122 [Consulta: 9 gener 2011]. (anglès)
- Lesson, René Primevère. Species des Mammifères Bimanes et Quadrumanes: Suivi d'un Mémoire sur les Oryctéropes.  Paris, França: J.B. Baillière, 1840. (francès)
- McGreal, S «Slow lorises receive international trade protections» (PDF). IPPL News. International Primate Protection League, vol.34, n.2, 2007, pàg. 15 pàg.. (anglès)
- Nekaris, K.A.I.; Jaffe, S «Unexpected diversity of slow lorises (Nycticebus spp.) within the Javan pet trade: implications for slow loris taxonomy» (PDF). Contributions to Zoology, vol.76, 3, 2007, pàg. 187–196. Arxivat de l'original el 2011-05-22 [Consulta: 29 agost 2011]. (anglès)
- Nekaris, K. A. I.; Blackham, G. V.; Nijman, V «Conservation implications of low encounter rates of five nocturnal primate species (Nycticebus spp.) in Asia». Biodiversity and Conservation, vol.17, n.4, 2008, pàg. 733–747. DOI: doi:10.1007/s10531-007-9308-x. (anglès)
- Nekaris, K.A.I.; Sanchez, K.L.; Thorn, J.S.; Winarti, I., Nijman, V. Mittermeier, R.A., Wallis, J., Rylands, A.B., Ganzhorn, J.U.; Nash, S.D. (il·lustrador). Primates in peril: The world's 25 most endangered primates 2008–2010 (PDF).  Arlington, VA.: IUCN/SSC Primate Specialist Group (PSG), International Primatological Society (IPS), and Conservation International (CI), 2009, p. 44–46. ISBN 978-1-934151-34-1 [Consulta: 9 gener 2011]. (anglès)
- Nekaris, K.A.I.; Munds, R. «Chapter 22: Using facial markings to unmask diversity: the slow lorises (Primates: Lorisidae: Nycticebus spp.) of Indonesia». A: Gursky-Doyen, S., Supriatna, J. Indonesian Primates.  Nova York: Springer, 2010, p. 383–396. DOI doi:10.1007/978-1-4419-1560-3_22. ISBN 978-1-4419-1559-7. (anglès)
- Nekaris, K.A.I.; Shepherd, C.R.; Starr, C.R.; Nijman, V «Exploring cultural drivers for wildlife trade via an ethnoprimatological approach: a case study of slender and slow lorises (Loris and Nycticebus) in South and Southeast Asia». American Journal of Primatology, 72, 10, 2010, pàg. 877–886. DOI: doi:10.1002/ajp.20842. (anglès)
- Nekaris, K.A.I.; Starr, C.R.; Collins, R.L.; Wilson, A. «Comparative ecology of exudate feeding by lorises (Nycticebus, Loris) and pottos (Perodicticus, Arctocebus)». A: Burrows, A.M., Nash, L.T. Evolution of Exudativory in Primates.  Nova York: Springer, 2010, p. 155–168. DOI doi:10.1007/978-1-4419-6661-2_8. ISBN 978-1-4419-6660-5(H). (anglès)
- Saint-Hilaire, Étienne Geoffroy «Suite au Tableau des Quadrummanes. Seconde Famille. Lemuriens. Strepsirrhini». Annales du Muséum National d'Histoire Naturelle, vol.19, 1812, pàg. 156–170. (francès)
- Supriatna, J.; Wahyono, E.H. Panduan Lapangan Primata Indonesia (A Field Guide to the Primates of Indonesia).  Jakarta, Indonesia: Yayasan Obor Indonesia, 2000. ISBN 978-9794613559. (indonesi)
- Thomas, O «Two new species of slow-loris». Annals and Magazine of Natural History, vol.8, n.9, 1921, pàg. 627–628. (anglès)
- Thorn, J.S.; Nijman, V.; Smith, D.; Nekaris, K.A. I «Ecological niche modelling as a technique for assessing threats and setting conservation priorities for Asian slow lorises (Primates:Nycticebus)». Diversity and Distributions, vol.15, 2009, pàg. 289–298. DOI: doi:10.1111/j.1472-4642.2008.00535.x. (anglès)